# Henri Vincent-Anglade
Henri Vincent-Anglade (n. 9 mai 1876, Bordeaux, Franța – d. 25 ianuarie 1956, Paris, Franța) a fost un pictor portretist și ilustrator de publicitate francez. A fost publicat în reviste importante ale vremii. A participat la prima expoziție a orașului în 1933 și a expus în fiecare an la Salonul Cailor de la Paris, precum și la Saloanele franceze.

## Tinerețe

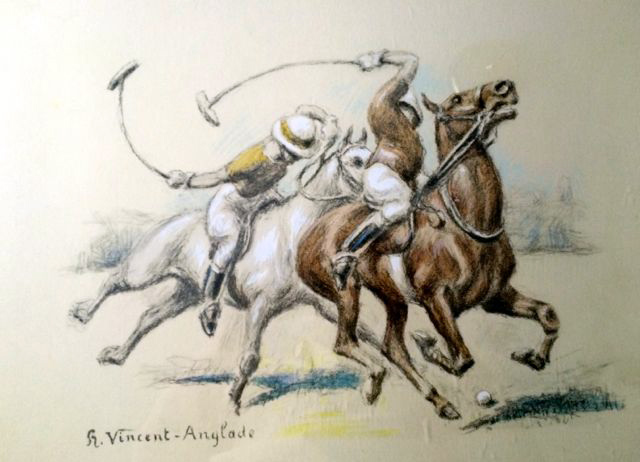
Pictură de Vincent-Anglade

Anglade s-a născut la 9 mai 1876 la Bordeaux, Franța, fiul lui Charles Vincent. A adăugat numele de familie al mamei sale, Anglade, la numele tatălui său pentru a se distinge de fratele său, designerul de postere René Vincent⁠(d).
Vincent-Anglade a fost elevul lui Gustave Moreau, Fernand Corom și Francois Flameng la Ecole des Beaux-Arts din Paris, precum și al lui Amable Pinta.

## Viața profesională
Anglade a expus la Paris și a apărut în mod regulat la expozițiile obișnuite, în special la Salon des Artistes Français⁠(d), unde a primit o distincție în 1903. Un an mai târziu, unul dintre studiile sale de nud a fost considerat „ușor violent și acerb”. Jurnalul francez La Revue l-a descris în 1915 drept „unul dintre cei mai buni artiști ai creionului”.
La începutul carierei sale, Vincent-Anglade a devenit un portretist la modă, în principal cu picturi intime ale femeilor. A fost un obișnuit al curselor de ogari și de cai și a fost un pasionat al vânătorii de animale mari. A fost apreciat și ca pictor de animale.

## Deces
Vincent-Anglade a murit pe 25 ianuarie 1956, la vârsta de 79 de ani. I-au supraviețuit o soție și doi fii.